# 란루역
란루역(일본어: 蘭留駅)은 일본 홋카이도 가미카와 군 핏푸정에 있는 홋카이도 여객철도 소야 본선의 역이다. 역 번호는 W36이며, 상대식 승강장 2면 2선 구조의 지상역이자 무인역이다.

## 역 주변
- 국도 제40호선
- 도오 자동차도 · 아사히카와 몬베쓰 자동차도 핏푸 분기점
- 아사히카와 몬베쓰 자동차도 핏푸기타 나들목

## 인접 정차역
| 홋카이도 여객철도 소야 본선 | 홋카이도 여객철도 소야 본선 | 홋카이도 여객철도 소야 본선 |
| --------------------------- | --------------------------- | --------------------------- |
| W34 핏푸 아사히카와 방면    | ■ 소야 본선 쾌속 '나요로'   | 왓사무 W38 왓카나이 방면    |
| W34 핏푸 아사히카와 방면    | ■ 소야 본선 보통            | 시오카리 W37 왓카나이 방면  |